# Software in the Public Interest
Software in the Public Interest é uma organização sem fins lucrativos baseada em Nova York. A SPI foi fundada para ajudar o Debian e organizações similares a desenvolver e distribuir software e hardware “abertos”. Entre outras coisas, a SPI provê um mecanismo pelo qual o Projeto Debian pode aceitar contribuições que são dedutíveis de impostos nos Estados Unidos. 

## Apoio a projetos
Os seguintes projetos são apoiados pela SPI :
- 0 A.D.
- Adélie Linux
- ankur.org.in
- aptosid
- Arch Linux
- Arch Linux 32
- ArduPilot
- Chakra
- Debian
- FFmpeg
- Fluxbox
- Gallery
- Ganeti
- Glucosio
- GNUstep
- GNU TeXmacs
- haskell.org
- LibreOffice
- MinGW
- NTPsec
- ns-3
- OFTC
- Open Bioinformatics Foundation
- Open MPI
- Open Voting Foundation
- OpenEmbedded
- OpenSAF
- OpenVAS
- OpenZFS
- PMIx
- PostgreSQL
- Privoxy
- SproutCore
- Swathanthra Malayalam Computing
- systemd
- The Mana World
- translatewiki.net
- Tux4Kids
- X.Org
- YafaRay